# Giovane killer
Giovane killer è il primo album in studio del rapper italiano MV Killa, pubblicato il 25 giugno 2019 dalla Universal e dalla BFM Music.

## Tracce
1. Stong ancor ca – 3:41
2. Je song – 2:34
3. Fam – 2:43
4. Chiu ngopp (feat. Vale Lambo) – 2:58
5. A differenz – 3:03
6. Facc abus (feat. Geolier) – 2:49
7. Siria – 3:23
8. I Love You (feat. CoCo) – 2:52
9. Audemars (feat. Yung Snapp & Samurai Jay) – 3:08
10. Te preg – 3:31
11. Day Dreaming (feat. Lele Blade) – 3:38
12. Ricordami – 3:12
13. Sto jenn for – 2:41

## Formazione
Musicisti
- MV Killa – voce
- Vale Lambo – voce aggiuntiva (traccia 4)
- Geolier – voce aggiuntiva (traccia 6)
- CoCo – voce aggiuntiva (traccia 8)
- Yung Snapp – voce aggiuntiva (traccia 9)
- Samurai Jay – voce aggiuntiva (traccia 9)
- Lele Blade – voce aggiuntiva (traccia 11)

Produzione
- Dat Boi Dee – produzione (tracce 1, 2, 3, 5, 7, 8, 10, 12, 13)
- Yung Snapp – produzione (tracce 4, 6 e 9)
- Mattbeatz – produzione (traccia 11)